# Бузанвиль
Бузанви́ль (фр. Bouzanville) — коммуна во французском департаменте Мёрт и Мозель, региона Лотарингия. Относится к  кантону Аруэ.

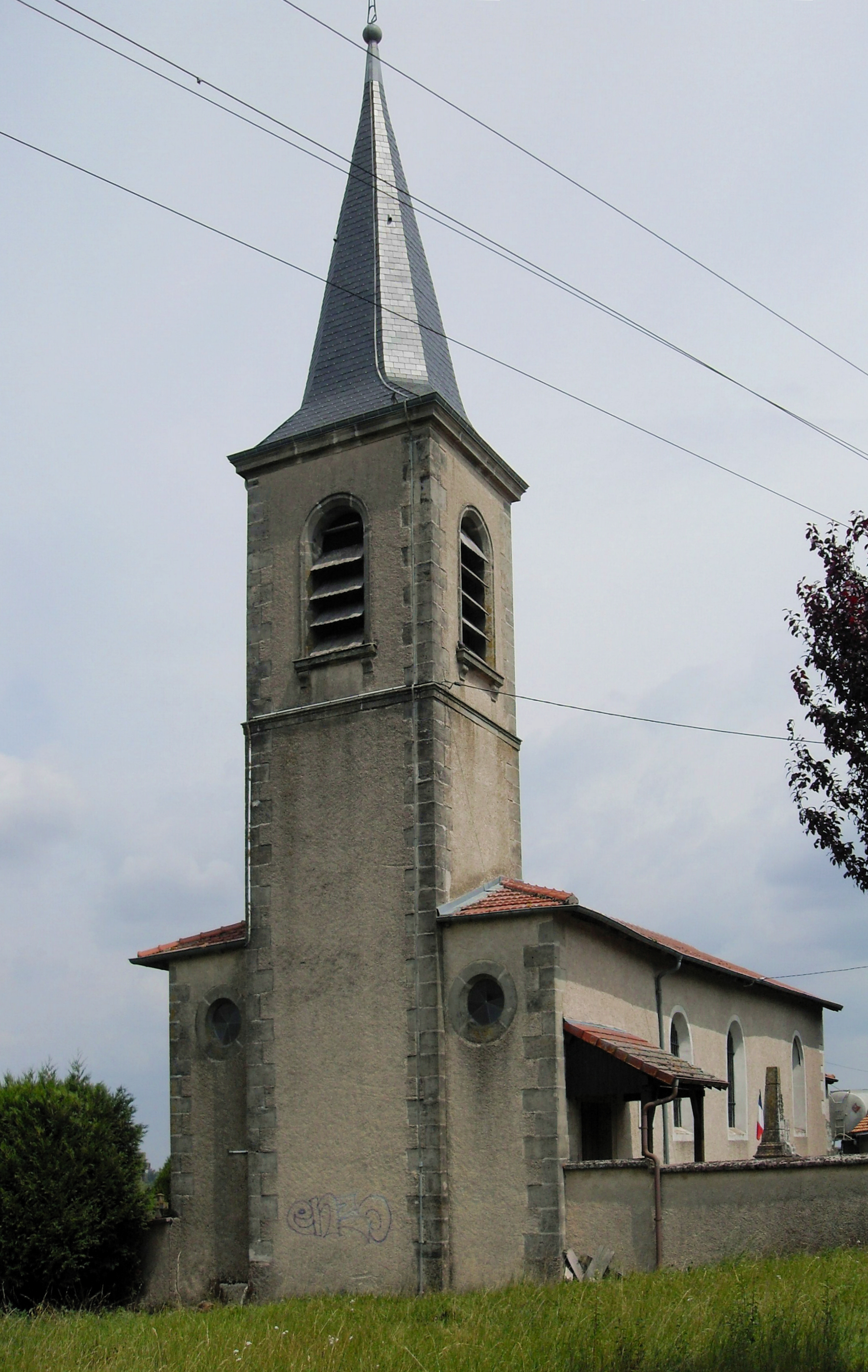
Церковь Сен-Мартен (XIX век) в Бузанвиле.

## География
Бузанвиль расположен на северо-востоке Франции в 36 км на юг от Нанси. Соседние коммуны: Уссевиль на севере, Диарвиль на северо-востоке, Пон-сюр-Мадон на востоке, Френель-ла-Гранд на юго-западе, Френ-ан-Сентуа на западе, Гюнье и Форсель-су-Гюнье на северо-западе.

## Демография
Население коммуны на 2010 год составляло 67 человек.
| 1962 | 1968 | 1975 | 1982 | 1990 | 1999 | 2010 |
| ---- | ---- | ---- | ---- | ---- | ---- | ---- |
| 80   | 77   | 80   | 65   | 66   | 65   | 67   |